# 阿喇纳 (土默特)
阿喇纳，清朝蒙古族将领，歸化城土默特人，古禄格第五子，纳喇氏。
阿喇纳初任佐领。康熙二十五年（1686年），袭都统，掌管土默特左翼，驻守归化城（今内蒙古呼和浩特）。康熙二十七年（1688年），选兵侦察防御准噶尔汗国噶尔丹。康熙三十年（1691年），受命监护视察归附归化城游牧的喀尔喀部众。康熙三十五年（1696年），跟随大将军费扬古在昭莫多之战（今蒙古乌兰巴托东南）击败噶尔丹，运炮七十九门，贮藏在歸化城。康熙三十六年（1697年）正月，助军驼，三月，因军纪废弛，被削职。